# حي القطار (الخرج)
حي القطار هو حي أو تجمع سكاني يقع في محافظة الخرج التابعة لمنطقة الرياض في السعودية.

## نبذة
يبعد حي القطار حوالي 25 كم عن مدينة السيح إلى الشمال الشرقي، وبلغ عدد سكانه بحسب التعداد السكاني سنة 2010م حوالي 6,529 نسمة منهم 6,213 من السعوديين و316 من غير السعوديين.